# العلاقات الأوكرانية الفانواتية
العلاقات الأوكرانية الفانواتية هي العلاقات الثنائية التي تجمع بين أوكرانيا وفانواتو.

## مقارنة بين البلدين
هذه مقارنة عامة ومرجعية للدولتين:
| وجه المقارنة                                              | أوكرانيا                                   | فانواتو                                  |
| --------------------------------------------------------- | ------------------------------------------ | ---------------------------------------- |
| المساحة (كم2)                                             | 603.63 ألف                                 | 12.19 ألف                                |
| عدد السكان (نسمة)                                         | 45.55 مليون                                | 276.24 ألف                               |
| الكثافة السكانية (ن./كم²)                                 | 75.46                                      | 22.66                                    |
| العاصمة                                                   | كييف                                       | بورت فيلا                                |
| اللغة الرسمية                                             | اللغة الأوكرانية                           | اللغة البسلاما، لغة فرنسية، لغة إنجليزية |
| العملة                                                    | هريفنا أوكرانية، كاربوفانيتس، روبل سوفييتي | فاتو فانواتي                             |
| الناتج المحلي الإجمالي (بليون دولار)                      | 112.15 مليار                               | 862.88 مليون                             |
| الناتج المحلي الإجمالي (تعادل القوة الشرائية) بليون دولار | 352.98 مليار                               | 790.76 مليون                             |
| الناتج المحلي الإجمالي الاسمي للفرد دولار أمريكي          | 2.11 ألف                                   | 2.81 ألف                                 |
| الناتج المحلي الإجمالي للفرد دولار أمريكي                 | 8.66 ألف                                   | 3.03 ألف                                 |
| مؤشر التنمية البشرية                                      | 0.747                                      | 0.594                                    |
| رمز المكالمات الدولي                                      | +380                                       | +678                                     |
| رمز الإنترنت                                              | .ua، .укр ‏                                 | .vu                                      |
| المنطقة الزمنية                                           | ت ع م+02:00، ت ع م+03:00، توقيت شرق أوروبا | ت ع م+11:00                              |

## منظمات دولية مشتركة
يشترك البلدان في عضوية مجموعة من المنظمات الدولية، منها:
| علم المنظمة | اسم المنظمة                        | تاريخ انضمام أوكرانيا | تاريخ انضمام فانواتو |
| ----------- | ---------------------------------- | --------------------- | -------------------- |
|             | يونسكو                             | 12 مايو 1954          | 10 فبراير 1994       |
|             | مؤسسة التمويل الدولية              | 18 أكتوبر 1993        | 28 سبتمبر 1981       |
|             | منظمة حظر الأسلحة الكيميائية       | ?                     | ?                    |
|             | مؤسسة التنمية الدولية              | 27 مايو 2004          | 28 سبتمبر 1981       |
|             | منظمة التجارة العالمية             | 16 مايو 2008          | ?                    |
|             | وكالة ضمان الاستثمار متعدد الأطراف | 19 يوليو 1994         | 27 يوليو 1988        |
|             | الاتحاد البريدي العالمي            | ?                     | ?                    |
|             | الاتحاد الدولي للاتصالات           | 7 مايو 1947           | 30 مارس 1988         |
|             | الأمم المتحدة                      | 24 أكتوبر 1945        | 15 سبتمبر 1981       |
|             | البنك الدولي للإنشاء والتعمير      | 3 سبتمبر 1992         | 28 سبتمبر 1981       |
|             | المنظمة الهيدروغرافية الدولية      | ?                     | ?                    |

## وصلات خارجية
- موقع وزارة الخارجية الأوكرانية